# Абадія-дус-Дорадус
Абадія-дус-Дорадус (порт. Abadia dos Dourados) - муніципалітет в Бразилії, входить в штат Мінас-Жерайс. Складова частина мезорегіону Тріангулу-Мінейро-і-Алту-Паранаїба. Входить в економіко-статистичний мікрорегіон Патросініу. Населення становить 6412 людини на 2006 рік. Займає площу 894,515 км². Щільність населення - 7,2 чол./км². День міста - 15 серпня.

## Історія
Виникнення поселення пов'язано з початком розробки алмазових родовищ в 19 столітті тобто статус міста надано 27 грудня 1948 року.

## Економіка
Економіка базується на галузях сільськогосподарського виробництва (кукурудза, соя, тваринництво). Кілька підприємств зайняті виробництвом цегли й покрівельної черепиці. Незначний видобуток алмазів. Аеропорт для прийому невеликих літаків.

## Статистика
- Валовий внутрішній продукт на 2003 становить 29.548.632,00 реалів (дані: Бразильський інститут географії та статистики).
- Валовий внутрішній продукт на душу населення на 2003 становить 4.596,86 реалів (дані: Бразильський інститут географії та статистики).
- Індекс розвитку людського потенціалу на 2000 становить 0,759 (дані: Програма розвитку ООН).

## Географія
Клімат місцевості: тропічний.
| Бразилія | Це незавершена стаття з географії Бразилії. Ви можете допомогти проєкту, виправивши або дописавши її. |